# Klaus Gablick
Klaus Gablick (* 26. August 1937 in Nordhausen; † 17. Mai 2016 in Jena) war Fußballspieler im Bereich des DDR-Fußball-Verbandes. In dessen höchster Spielklasse, der DDR-Oberliga, spielte Gablick für den SC Motor Jena. Gablick ist auch vierfacher DDR-Juniorennationalspieler.

## Sportliche Laufbahn
Bevor Gablick zur Nachwuchsabteilung des SC Motor Jena kam, war er bei der Betriebssportgemeinschaft (BSG) Motor Nordhausen-West aktiv. In den Jahren 1955 und 1956 gehörte er zum Aufgebot der DDR-Juniorennationalmannschaft. Mit ihr bestritt er vier Länderspiele, in denen er hauptsächlich als Stürmer eingesetzt wurde.
Zu seinen ersten Spielen in der DDR-Oberliga kam Gablick in der Saison 1957. Dort gab er sein Debüt am 31. März in der Begegnung des 3. Spieltages SC Einheit Dresden – SC Motor Jena (0:0). Trainer Hans Warg ließ ihn 60 Minuten lang als linken Läufer spielen. Die nächsten Oberligapartien bestritt Gablick erst wieder in der Rückrunde, insgesamt kam er 1957 zu sechs Oberligaeinsätzen. Tore schoss er nicht.
In den folgenden Jahren gelang es Gablick nicht, sich in der Stammmannschaft zu etablieren. 1958 durfte er im März und April in fünf Oberligaspielen den verletzten Stammverteidiger Karl Oehler vertreten, anschließend kam er nur noch sporadisch in fünf weiteren Oberligabegegnungen zum Einsatz. Die Saison 1959 bildete den Tiefpunkt seiner Karriere, er bestritt ein einziges Oberligaspiel. Obwohl er auch 1960 nur zu elf Einsätzen kam, war diese Spielzeit Gablicks erfolgreichste Saison. 1961/62 wurde die Oberliga zum Übergang auf den Sommer-Frühjahr-Rhythmus über 39 Runden ausgetragen. Es sollte Gablicks letzte Erstligasaison werden. Nach nur einem Spiel im Frühjahr und einem Kurzeinsatz am 15. Spieltag kam Gablick vom 16. Spieltag bis zum 18. Spieltag als linker Läufer zum Einsatz. In der Begegnung des 18. Spieltages SC Rotation Leipzig – SC Motor Jena (1:1) am 21. September 1961 erlitt er in der 62. Minute einen Beinbruch, der ihn zu einer monatelangen Pause zwang. Im Frühjahr 1962 kam er noch einmal in zwei Punktspielen zum Einsatz. Für die Saison 1962/63 wurde Gablick zwar wieder für die Oberligamannschaft des SC Motor Jena nominiert, wurde dort aber nicht mehr eingesetzt.
Nach 42 Pflichtspielen für den SC Motor Jena (35-mal Oberliga, 7-mal DDR-Pokal) ohne Torerfolg beendete Klaus Gablick 1963 im Alter von nur 26 Jahren seine Laufbahn als Leistungssportler.

## Berufliche Laufbahn
Klaus Gablick legte 1955 in Nordhausen das Abitur ab und gelangte danach wegen seiner Aktivitäten im Fußball nach Jena. Nach einem einjährigen Praktikum im VEB Carl Zeiss Jena studierte er an der Ingenieurschule für Feinwerktechnik Jena (Abschluss 1960). Er absolvierte später ein Fernstudium an der Technischen Universität Dresden (Abschluss 1973) und promovierte an der Friedrich-Schiller-Universität Jena (1979).
Von 1960 bis 1991 war Klaus Gablick im VEB bzw. Kombinat VEB Carl Zeiss Jena zunächst im Bereich Forschung und Entwicklung, später im Bereich Ökonomie tätig, darunter 10 Jahre als Leiter der Hauptabteilung Planung des Kombinates. Nach anschließendem kurzem Wirken in Rathenow war er von 1992 bis zum Eintritt in die Rente im Jahre 2002 Geschäftsführer der ORIS Fahrzeugteile GmbH Sachsen in St. Egidien.

## Privates
Klaus Gablick war zweimal verheiratet. Er hat einen Sohn, der in der Schweiz lebt.